# Oscar Madrazo
Oscar Madrazo Hassey (Ciudad de México, 27 de julio de 1969), conocido artísticamente como Oscar Madrazo, es un modelo, presentador de televisión y empresario mexicano. Destacado por su participación como jurado en Mexico’s Next Top Models y el programa de la cadena A&E Fashion Hunter, y en Drag Race México.

## Primeros años
Oscar Madrazo, nacido en la Ciudad de México, es hijo de Gabriela Hassey de Madrazo y el empresario Federico Madrazo de Giovannini, desde que era un niño su madre lo apoyó e impulsó para seguir su carrera como modelo a los 9 años de edad. Esto le permitió desarrollar una carrera en diversas pasarelas y comerciales de televisión mexicanos

## Trayectoria
En el año 1989, con 19 años de edad inició su carrera como empresario, fundando su agencia de modelos Contempo International Model Management. A lo largo de su trayectoria, ha trabajado en México con destacadas modelos internacionales como Claudia Schiffer, Tyra Banks, Cindy Crawford, Naomi Campbell, entre otras personalidades.
Además, su agencia de modelos ha sido fundamental en el descubrimiento y desarrollo de talentos en América Latina, los cuales ha dirigido y acompañado, destacando entre ellos a Eglantina Zingg, Gabriela de la Garza, Montserrat Oliver, Juan Soler, entre otros.

## Televisión
Inició su carrera televisiva en el programa Mexico’s Next Top Model, donde desempeñó el rol de Director Artístico y jurado durante cinco temporadas.
| TEMPORADA 1 | TEMPORADA 2 | TEMPORADA 3 | TEMPORADA 4 | TEMPORADA 5 |
| 2009        | 2010        | 2011        | 2012        | 2013        |

Madrazo participó también en dos episodios de la primera temporada del programa Project Runway Latin America y como jurado invitado para la final.
El proyecto que lo consolidó en la industria televisiva fue el reality show Fashion Hunter, enfocado en documentar el día a día en la vida profesional de Madrazo transmitido en agosto del 2012 por el canal A&E.
En 2013, Oscar Madrazo, Alexis de Anda y Marcela Cuevas, tres expertos en moda, fueron los encargados de conducir el programa televisivo Fashion Police en su versión para México por E! Entertainment Television.
A finales de 2016 se integró al naciente canal de televisión mexicana Imagen Televisión, incursionado como presentador de la sección de espectáculos dentro del noticiero Imagen Noticias con Yuriria Sierra, el cual se estrenó el 18 de octubre.
En 2018, junto con Olivia Peralta, se convierte en el host del formato internacional No te lo pongas en su versión Latinoamericana, que se transmite por Discovery Home & Health.

## Vida personal
Madrazo es padre soltero de Anyk Madrazo Hassey y Axel Madrazo Hassey. Además, ostenta el cargo de Embajador de Buena Voluntad de la Orden Noble para la Excelencia Humana ante las Naciones Unidas.
A lo largo de su trayectoria, Oscar Madrazo, en colaboración con su equipo, ha liderado el desarrollo de la campaña internacional «Ámate a ti mismo», cuya finalidad principal es promover la aceptación personal y con ello brindar un mensaje de inclusión, emprendimiento y mejora de sus entornos. Este proyecto ha recibido respaldo internacional, extendiéndose desde México hasta los Países Bajos, España y otras regiones.